# Легка атлетика на Літній універсіаді 1999
Змагання з легкої атлетики на Літній універсіаді 1999 проходили 9-13 липня у Пальмі на стадіоні «Майорка-Сон-Муа».

## Призери

### Чоловіки
| Дисципліни                | Золото                                                                        | Золото   | Срібло | Срібло   | Бронза                                                                   | Бронза   |
| ------------------------- | ----------------------------------------------------------------------------- | -------- | --- | -------- | ------------------------------------------------------------------------ | -------- |
| 100 метрів                | Андре Домінгуш Бразилія                                                       | 10,34    | Джон Кепел США                                                                                             | 10,35    | Метью Квінн ПАР                                                          | 10,42    |
| 200 метрів                | Кобі Міллер США                                                               | 20,32    | Патрік ван Балком Нідерланди                                                                               | 20,57    | Христос Магос Греція                                                     | 20,70    |
| 400 метрів                | Джером Девіс США                                                              | 44,91    | Пастон Коук Ямайка                                                                                         | 45,15    | Йопі ван Аудтсхорн ПАР                                                   | 45,21    |
| 800 метрів                | Норберто Тельєс Куба                                                          | 1.46,11  | Андре Бухер Швейцарія                                                                                      | 1.46,49  | Деррік Пітерсон США                                                      | 1.46,75  |
| 1500 метрів               | Бернард Лагат Кенія                                                           | 3.40,99  | Лешек Зблевський Польща                                                                                    | 3.41,81  | Лоренцо Ладзарі Італія                                                   | 3.42,36  |
| 5000 метрів               | Сергій Лебідь Україна                                                         | 13.37,52 | Роберто Гарсія Іспанія                                                                                     | 13.38,59 | Місіро Наокі Японія                                                      | 13.39,10 |
| 10000 метрів              | Хосе Мануель Мартінес Іспанія                                                 | 29.37,56 | Місіро Наокі Японія                                                                                        | 29.39,14 | Педро Трехо Іспанія                                                      | 29.47,27 |
| 110 метрів з бар'єрами    | Терренс Треммелл США                                                          | 13,44    | Йонатан Нсенга Бельгія                                                                                     | 13,51    | Довейн Воллес США                                                        | 13,59    |
| 400 метрів з бар'єрами    | Павел Янушевський Польща                                                      | 48,64    | Баяно Камані США                                                                                           | 48,74    | Марцель Шельберт Швейцарія                                               | 48,77    |
| 3000 метрів з перешкодами | Джузеппе Маффеї Італія                                                        | 8.33,18  | Хаміс Сейф Абдулла Катар                                                                                   | 8.33,62  | Жоель Буржуа Канада                                                      | 8.34,20  |
| 4×100 метрів              | СШАКаарон Конрайт Терренс Треммелл Кобі Міллер Джон Кепел                     | 38,55    | ПАРМорне Нагел Бредлі Егнью Лі-Рой Ньютон Метью Квінн                                                      | 39,08    | ІталіяЛюка Вердекк'я Алессандро Орланді Алессандро Аттене Андреа Коломбо | 39,31    |
| 4×400 метрів              | СШАТоні Берріан Брендон Коутс Деррік Брю Джером Девіс Деррік Пітерсон (забіг) | 3.00,88  | Велика БританіяРічард Ноулс Джефф Дірмен Кріс Ролінсон Джаред Дікон Джон Стюарт (забіг) Грем Бізлі (забіг) | 3.03,95  | СенегалУсман Ніанг Папа Серінь Дьєн Жуль Думб'я Альфа Бабакар Заль       | 3.05,45  |
| Ходьба 20 кілометрів      | Алехандро Лопес Мексика                                                       | 1:25.12  | Лоренцо Чивальєро Італія                                                                                   | 1:25.23  | Ікесіма Дайсуке Японія                                                   | 1:26.01  |
| Напівмарафон              | Марілсон дус Сантус Бразилія                                                  | 1:04.05  | Нісіда Такаюкі Японія                                                                                      | 1:04.11  | О Сон Кін Південна Корея                                                 | 1:04.33  |
| Стрибки у висоту          | Бен Челленджер Велика Британія                                                | 2,30     | Марк Босвелл Канада                                                                                        | 2,30     | Лі Чін Тек Південна Корея                                                | 2,28     |
| Стрибки з жердиною        | Ріхард Шпігельбург Німеччина                                                  | 5,60     | Степан Яначек Чехія                                                                                        | 5,60     | Ромен Месніль Франція                                                    | 5,55     |
| Стрибки в довжину         | Олексій Лукашевич Україна                                                     | 8,16     | Луїс Меліс Куба                                                                                            | 8,05     | Ерік Нейс Бельгія                                                        | 7,99     |
| Потрійний стрибок         | Йоельбі Кесада Куба                                                           | 17,40    | Чарльз Фрідек Німеччина                                                                                    | 17,20    | Іржі Кунтош Чехія                                                        | 16,97    |
| Штовхання ядра            | Енді Блум США                                                                 | 21,11 UR | Адам Нельсон США                                                                                           | 20,64    | Стевімір Ерцеговач Хорватія                                              | 19,94    |
| Метання диска             | Франц Крюгер ПАР                                                              | 66,90    | Енді Блум США                                                                                              | 64,68    | Даг Рейнольдс США                                                        | 63,65    |
| Метання молота            | Жольт Немет Угорщина                                                          | 80,40    | Христос Поліхроніу Греція                                                                                  | 79,83    | Владислав Піскунов Україна                                               | 78,61    |
| Метання списа             | Ерікс Рагс Латвія                                                             | 83,78    | Грегор Геглер Австрія                                                                                      | 82,63    | Ізбель Луасес Куба                                                       | 82,18    |
| Десятиборство             | Рауль Дуані Куба                                                              | 8050     | Стівен Мур США                                                                                             | 8028     | Бенджамін Єнсен Данія                                                    | 7982     |

### Жінки
| Дисципліни             | Золото                                                         | Золото   | Срібло                                                                | Срібло   | Бронза                                                              | Бронза   |
| ---------------------- | -------------------------------------------------------------- | -------- | --------------------------------------------------------------------- | -------- | ------------------------------------------------------------------- | -------- |
| 100 метрів             | Анджела Вільямс США                                            | 11,19    | Катя Бент Франція                                                     | 11,19    | Вірхен Бенавідес Куба                                               | 11,25    |
| 200 метрів             | Кім Геварт Бельгія                                             | 23,10    | Зузана Радецька Польща                                                | 23,14    | Ненсін Перрі США                                                    | 23,27    |
| 400 метрів             | Йонела Тирля Румунія                                           | 49,88 UR | Мікель Барбер США                                                     | 51,03    | Доріс Джейкоб Нігерія                                               | 51,04    |
| 800 метрів             | Юлія Таранова Росія                                            | 1.59,63  | Брігіта Лангерхольц Словенія                                          | 1.59,87  | Елена Бухеяну Румунія                                               | 2.00,26  |
| 1500 метрів            | Елена Бухеяну Румунія                                          | 4.13,04  | Лумініта Гогирля Румунія                                              | 4.14,61  | Ана Амелія Менендес Іспанія                                         | 4.14,95  |
| 5000 метрів            | Уено Ріе Японія                                                | 15.51,24 | Ана Діаш Португалія                                                   | 15.53,23 | Крістіна Касандра Румунія                                           | 16.03,18 |
| 10000 метрів           | Лі Деніел США                                                  | 32.58,80 | Кано Юрі Японія                                                       | 33.16,41 | Аннеметте Єнсен Данія                                               | 33.36,11 |
| 100 метрів з бар'єрами | Андрія Кунг США                                                | 13,04    | Йоланда Мак-Крей США                                                  | 13,08    | Діан Аллагрін Велика Британія                                       | 13,17    |
| 400 метрів з бар'єрами | Даймі Пернія Куба                                              | 53,95 UR | Джоанна Гейс США                                                      | 54,57    | Ульріке Урбанські Німеччина                                         | 54,93    |
| 4×100 метрів           | СШААнджела Вільямс Торрі Едвардс Лакейша Бакус Ненсін Перрі    | 43,49    | ПольщаАньєжка Рисюкевич Ірена Шнайдер Моніка Борейза Зузанна Радецька | 43,74    | НімеччинаШанта Гош Кірстен Больм Андреа Борншоєр Ніколь Мараренс    | 43,96    |
| 4×400 метрів           | СШАЙоланда Браун-Мур Юланда Нельсон Мікель Барбер Сюзіенн Рейд | 3.27,97  | РосіяНаталія Хрущельова Юлія Таранова Ольга Сальникова Анна Ткач      | 3.30,54  | Велика БританіяТаша Денверс Дон Гіггінс Лі Мак-Коннелл Шинед Даджон | 3.32,25  |
| Ходьба 10 кілометрів   | Клаудія Йован Румунія                                          | 44.22    | Росселла Джордано Італія                                              | 44.39    | Валентина Савчук Україна                                            | 45.23    |
| Напівмарафон           | Розарія Консоле Італія                                         | 1:14.14  | Акаба Юкіко Японія                                                    | 1:14.35  | Марта Фернандес Іспанія                                             | 1:14.52  |
| Стрибки у висоту       | Моніка Ягар Румунія                                            | 1,95     | Світлана Лапіна Росія                                                 | 1,93     | Соланж Віттевен Аргентина                                           | 1,93     |
| Стрибки з жердиною     | Павла Гамачкова Чехія                                          | 4,25     | Монік де Вільт Нідерланди                                             | 4,20     | Дана Сервантес Іспанія                                              | 4,10     |
| Стрибки в довжину      | Олена Шеховцова Україна                                        | 6,92     | Андрієн Соєр США                                                      | 6,61     | Моррен Маггі Бразилія                                               | 6,58     |
| Потрійний стрибок      | Олена Говорова Україна                                         | 14,99w   | У Лінмей КНР                                                          | 14,55w   | Аделіна Гаврила Румунія                                             | 14,33    |
| Штовхання ядра         | Юмілейді Кумба Куба                                            | 18,70    | Сун Фейна КНР                                                         | 18,28    | Елізанжела Адріану Бразилія                                         | 18,17    |
| Метання диска          | Ніколета Грасу Румунія                                         | 65,21    | Йоанна Вишневська Польща                                              | 63,97    | Елізанжела Адріану Бразилія                                         | 62,23    |
| Метання молота         | Міхаела Мелінте Румунія                                        | 74,24    | Людмила Губкіна Білорусь                                              | 68,27    | Мануела Монтебрюн Франція                                           | 68,11    |
| Метання списа          | Єва Рибак Польща                                               | 60,76 UR | Евфемія Шторга Словенія                                               | 59,30    | Януріс ла Мотанья Куба                                              | 59,08    |
| Семиборство            | Тіффані Лотт США                                               | 5959     | Катерина Некольна Чехія                                               | 5900     | Клер Томпсон Австралія                                              | 5766     |

## Медальний залік
| Місце                | Країна               | Золото | Срібло | Бронза | Загалом |
| -------------------- | -------------------- | ------ | ------ | ------ | ------- |
| 1                    | США                  | 12     | 9      | 4      | 25      |
| 2                    | Румунія              | 6      | 1      | 3      | 10      |
| 3                    | Куба                 | 5      | 1      | 3      | 9       |
| 4                    | Україна              | 4      | 0      | 2      | 6       |
| 5                    | Польща               | 2      | 4      | 0      | 6       |
| 6                    | Італія               | 2      | 2      | 2      | 6       |
| 7                    | Бразилія             | 2      | 0      | 3      | 5       |
| 8                    | Японія               | 1      | 4      | 2      | 7       |
| 9                    | Чехія                | 1      | 2      | 1      | 4       |
| 10                   | Росія                | 1      | 2      | 0      | 3       |
| 11                   | Іспанія              | 1      | 1      | 4      | 6       |
| 12                   | Велика Британія      | 1      | 1      | 2      | 4       |
| 12                   | Німеччина            | 1      | 1      | 2      | 4       |
| 12                   | ПАР                  | 1      | 1      | 2      | 4       |
| 15                   | Бельгія              | 1      | 1      | 1      | 3       |
| 16                   | Кенія                | 1      | 0      | 0      | 1       |
| 16                   | Латвія               | 1      | 0      | 0      | 1       |
| 16                   | Мексика              | 1      | 0      | 0      | 1       |
| 16                   | Угорщина             | 1      | 0      | 0      | 1       |
| 20                   | КНР                  | 0      | 2      | 0      | 2       |
| 20                   | Нідерланди           | 0      | 2      | 0      | 2       |
| 20                   | Словенія             | 0      | 2      | 0      | 2       |
| 23                   | Франція              | 0      | 1      | 2      | 3       |
| 24                   | Греція               | 0      | 1      | 1      | 2       |
| 24                   | Канада               | 0      | 1      | 1      | 2       |
| 24                   | Швейцарія            | 0      | 1      | 1      | 2       |
| 27                   | Австрія              | 0      | 1      | 0      | 1       |
| 27                   | Білорусь             | 0      | 1      | 0      | 1       |
| 27                   | Катар                | 0      | 1      | 0      | 1       |
| 27                   | Португалія           | 0      | 1      | 0      | 1       |
| 27                   | Ямайка               | 0      | 1      | 0      | 1       |
| 32                   | Данія                | 0      | 0      | 2      | 2       |
| 32                   | Південна Корея       | 0      | 0      | 2      | 2       |
| 34                   | Австралія            | 0      | 0      | 1      | 1       |
| 34                   | Аргентина            | 0      | 0      | 1      | 1       |
| 34                   | Нігерія              | 0      | 0      | 1      | 1       |
| 34                   | Сенегал              | 0      | 0      | 1      | 1       |
| 34                   | Хорватія             | 0      | 0      | 1      | 1       |
| Загалом (38 збірних) | Загалом (38 збірних) | 45     | 45     | 45     | 135     |

## Виступ українців
| Чоловіки (12) | Чоловіки (12)       | Чоловіки (12) | Чоловіки (12)     |
| Місце         | Атлет               | Дисципліна    | Результат         |
| ------------- | ------------------- | ------------- | ----------------- |
| 1             | Сергій Лебідь       | 5000 м        | 13.37,52          |
| 1             | Олексій Лукашевич   | довжина       | 8,16              |
| 3             | Владислав Піскунов  | молот         | 78,61             |
|               | Роман Щуренко       | довжина       | 7,96              |
|               | Сергій Ізмайлов     | потрійний     | 16,67             |
|               | Роман Тимченко      | десятиборство | 7098              |
|               | Віталій Колпаков    | потрійний     | 16,33 (16,35)[a]  |
|               | Ігор Ліщинський     | 1500 м        | 3.49,02 (3.47,16) |
|               | Артем Рубанко       | молот         | 71,91 (72,68)     |
| заб           | Роман Воронько      | 400 м з/б     | 51,07             |
| заб           | Андрій Вінницький   | 400 м з/б     | 51,39             |
| кв            | Андрій Соколовський | висота        | NM                |

| Жінки (12) | Жінки (12)        | Жінки (12)   | Жінки (12)    |
| Місце      | Атлетка           | Дисципліна   | Результат     |
| ---------- | ----------------- | ------------ | ------------- |
| 1          | Олена Шеховцова   | довжина      | 6,92          |
| 1          | Олена Говорова    | потрійний    | 14,99w        |
| 3          | Валентина Савчук  | ходьба 10 км | 45.23         |
|            | Олена Буженко     | 800 м        | 2.00,96       |
|            | Ірина Михальченко | висота       | 1,88          |
|            | Вікторія Бойко    | диск         | 56,40 (58,14) |
|            | Наталія Куницька  | молот        | 57,71 (59,15) |
| ф          | Ірина Ліщинська   | 800 м        | DNS (2.02,36) |
| пф         | Ольга Міщенко     | 400 м        | 53,38         |
| пф         | Наталія Алексєєва | 400 м з/б    | 57,78 (57,76) |
| кв         | Євгенія Савіна    | жердина      | 3,80          |
| кв         | Ірина Секачова    | молот        | 59,14         |

a  У дужках вказаний більш високий результат, що був показаний на попередній стадії змагань (у забігу чи кваліфікації).